# Yordan Alain Hernández Morejón
Yordan Alain Hernández Morejón (* 12. März 1996) ist ein kubanischer Amateurboxer im Schwergewicht.

## Karriere
Hernández nahm 18-jährig im Jahre 2014 in der bulgarischen Hauptstadt Sofia an den Jugend-Weltmeisterschaften, die vom 14. bis zum 24. April stattfanden, teil und errang die Goldmedaille. All seine Kämpfe gewann er dort jeweils mit 3:0 Richterstimmen. Seine Gegner waren der Usbeke Rakhmatulla Gofurov, der Russe Andrey Shokov, der Ire Michael Gallagher, der Ukrainer Robert Marton und der Kroate Toni Filipi.
An den Olympischen Jugend-Spielen, die in der chinesischen Stadt Nanjing ebenfalls im Jahr 2014 vom 23. bis zum 27. August ausgetragen wurden, nahm Hernández ebenso teil und erkämpfte sich mit Punktsiegen über Robert Marton, Michael Gallagher und Toni Filipi wiederum eine Goldmedaille. Wie schon bei den Jugend-Weltmeisterschaften drei Monate zuvor schlug Hernández seine Gegner Marton und Gallagher jeweils mit 3:0. Gegen Filipi, der abermals sein Finalgegner war, konnte er sich diesmal hingegen nur knapp mit 2:1 Stimmen durchsetzen.